# Pest vármegyei 2. sz. országgyűlési egyéni választókerület
A Pest vármegyei 2. sz. országgyűlési egyéni választókerület egyike annak a 106 választókerületnek, amelyre a 2011. évi CCIII. törvény Magyarország területét felosztotta, és amelyben a választópolgárok egy-egy országgyűlési képviselőt választhatnak. A választókerület nevének szabványos rövidítése: Pest 02. OEVK. Székhelye Budakeszi.

## Területe
A választókerület az alábbi településeket foglalja magába:
1. Biatorbágy
2. Budajenő
3. Budakeszi
4. Budaörs
5. Herceghalom
6. Nagykovácsi
7. Páty
8. Perbál
9. Piliscsaba
10. Pilisjászfalu
11. Pilisszentiván
12. Remeteszőlős
13. Solymár
14. Telki
15. Tinnye
16. Tök
17. Zsámbék

## Országgyűlési képviselője
| Név                 | Párt                                         | Párt        | Terminus    | Megjegyzés                                   |
| ------------------- | -------------------------------------------- | ----------- | ----------- | -------------------------------------------- |
| Csenger-Zalán Zsolt |                                              | Fidesz-KDNP | 2014 – 2022 | A 2014-es országgyűlési választás eredménye: |
| Csenger-Zalán Zsolt | A 2018-as országgyűlési választás eredménye: | Fidesz-KDNP | 2014 – 2022 |                                              |
| Menczer Tamás       |                                              | Fidesz-KDNP | 2022 –      | A 2022-es országgyűlési választás eredménye: |

## Demográfiai profilja
| Iskolai végzettség                | Iskolai végzettség               | Iskolai végzettség | Iskolai végzettség | Iskolai végzettség |
| --------------------------------- | -------------------------------- | ------------------ | ------------------ | ------------------ |
|                                   |                                  |                    |                    | fő                 |
| Általános iskolát nem végezte el  | Általános iskolát nem végezte el |                    | 1058               | 1058               |
| Általános iskola                  | Általános iskola                 |                    | 10075              | 10075              |
| Szakmunkás                        | Szakmunkás                       |                    | 12409              | 12409              |
| Érettségi                         | Érettségi                        |                    | 33026              | 33026              |
| Diploma                           | Diploma                          |                    | 40556              | 40556              |
| A 2022. évi népszámlálás szerint. |                                  |                    |                    |                    |

A Pest vármegyei 2. sz. választókerület lakónépessége 2022. október 1-jén 125 294 fő volt. A 2011-es és a 2022-es népszámlálás között 15 926 fővel nőtt a választókerület lakosság száma. A választókerületben a korösszetétel alapján a legtöbben a középkorúak élnek 45 552 fővel, míg a legkevesebben az időskorúak 22 591 fővel. A választókerület lakosságának a 91,4%-nál van internet elérési lehetőség.
A legmagasabb befejezett iskolai végzettség szerint a diplomával rendelkezők élnek a legtöbben 40 556 fő, utánuk a következő nagy csoport az érettségizettek 33 026 fővel.
Gazdasági aktivitás szerint a lakosság közel fele foglalkoztatott 63 341 fő, második legjelentősebb csoport az inaktív keresők, akik főleg nyugdíjasok 22 193 fővel.
A választókerület legjelentősebb nemzetiségi csoportja a németek 4346 fő, illetve a cigányok 541 fő. Magyar állampolgársággal nem rendelkező külföldi állampolgárok aránya 1,7%.
Vallási összetétel szerint a választókerületben lakók legnagyobb vallása a római katolikus (29 161 fő), valamint jelentős közösség még a reformátusok (9480 fő). A vallási közösséghez nem tartozók száma szintén jelentős (14 276 fő), a választókerületben a második legnagyobb csoport a római katolikus vallás után.

## Országgyűlési választások
| Párt                      |  | Jelölt             | Szavazatarány |
| ------------------------- |  | ------------------ | ------------- |
| Fidesz-KDNP               |  | Menczer Tamás      | 46,77%        |
| MKKP                      |  | Jakab Edina        | 3,22%         |
| Normális Párt             |  | Kerekes Erzsébet   | 0,41%         |
| Egységben Magyarországért |  | Szél Bernadett     | 44,92%        |
| MEMO                      |  | Bogó Dániel László | 1,05%         |
| Mi Hazánk                 |  | György József      | 3,63%         |

| Párt                             |           | Jelölt                 | Szavazatok | %     | ± %   |
| -------------------------------- | --------- | ---------------------- | ---------- | ----- | ----- |
| Fidesz-KDNP                      |           | Csenger-Zalán Zsolt    | 30 990     | 44.14 | 2.4   |
| LMP                              |           | Szél Bernadett         | 30 694     | 43.72 | 32.86 |
| Jobbik                           |           | Császárné Kollár Tímea | 5923       | 8.44  | 2.78  |
| MKKP                             |           | Betlehem Csaba         | 1146       | 1.86  | Új    |
| Munkáspárt                       |           | Gelencsér András       | 337        | 0.48  | Új    |
| Egyéb pártok                     |           |                        | 723        | 1.03  | 3.21  |
| Megjelent                        | Megjelent | Megjelent              | 71 038     | 78.71 | 7.6   |
| A Fidesz-KDNP tartja a körzetet. |           |                        |            |       |       |

| Párt                                |           | Jelölt                 | Szavazatok | %     | ± % |
| ----------------------------------- | --------- | ---------------------- | ---------- | ----- | --- |
| Fidesz-KDNP                         |           | Csenger-Zalán Zsolt    | 28 327     | 46.54 |     |
| Összefogás                          |           | Szabóné Müller Tímea   | 16 290     | 26.76 |     |
| Jobbik                              |           | Császárné Kollár Tímea | 6827       | 11.22 |     |
| LMP                                 |           | Szél Bernadett         | 6607       | 10.86 |     |
| Szociáldemokraták                   |           | Kósa Sándor            | 227        | 0.37  |     |
| Egyéb pártok                        |           |                        | 2586       | 4.24  |     |
| Megjelent                           | Megjelent | Megjelent              | 61 537     | 71.11 |     |
| A Fidesz-KDNP nyeri meg a körzetet. |           |                        |            |       |     |

## Ellenzéki előválasztás – 2021
| Frakció                              |                 | Jelölő szervezetek                     | Jelölt          | Szavazatok | %     |
| ------------------------------------ | --------------- | -------------------------------------- | --------------- | ---------- | ----- |
| Momentum                             |                 | Momentum, MSZP, Párbeszéd, Jobbik, MMM | Szél Bernadett  | 10 182     | 81.32 |
| DK                                   |                 | DK, Liberálisok                        | Hegyesi Beáta   | 2339       | 18.68 |
| Összes szavazat                      | Összes szavazat | Összes szavazat                        | Összes szavazat | 12 521     |       |
| Szél Bernadett nyeri meg a körzetet. |                 |                                        |                 |            |       |